# 生井けい子
生井 けい子（なまい けいこ、1951年12月9日 - ）は栃木県出身の元バスケットボール選手。栃木県宇都宮女子商業高校、日本体育大学卒業。現姓・今野。愛称は「生ちゃん」。

## 来歴
栃木市立東中学校2年でバスケを始めたが、当時は陸上競技との掛け持ちだったためバスケ練習は週1回程度だった。
宇都宮女子商（現宇都宮文星女子高）では2年でレギュラーになる。
高校卒業後は実業団からも誘いを受けるが断り続け、短大進学を希望するが顧問は「日体大なら許してやる」と言われ日体大へ進学。日体大のインカレ3連覇に貢献し、大学生として全日本のメンバーに選ばれる。
大学卒業後は故郷で教員を目指すが採用試験で不合格。コーチとして日体大に残る。
1974年のテヘランアジア大会での韓国との決勝ラウンド第2戦にて、タイムアップ寸前にブザービーターを決めて逆転勝利し、勢いに乗った日本を優勝に導いた。当時のFIBA事務総長であったレナト・ウィリアム・ジョーンズがこれらを高く評価し、翌年の世界選手権出場を認めた。
世界選手権では127得点をあげて、日本準優勝に貢献。MVPと得点王をダブル受賞する。
1976年のモントリオール五輪でも大活躍を見せ、日本は6チーム中5位に終わるも5試合で102得点で世界選手権に続く得点王となり、アメリカを破る快挙も演じた。
そして五輪出場を最後に現役引退。結婚して3人の男児を出産、
1992年から慶應湘南藤沢高の非常勤講師を経て、慶應義塾大学湘南藤沢キャンパスで講師及びバスケットボール部顧問を務める。
地元栃木のプロバスケットボールチーム「リンク栃木ブレックス」が制定した「栃木バスケットボール殿堂」にも表彰されている。
2022年に日本バスケットボール殿堂にも表彰されている。
日本女子バスケットボール史上最高の選手として語り継がれている。

## 経歴
- 宇都宮女子商 - 日本体育大

## 日本代表歴
- 1975世界選手権（銀メダル・MVP・得点王）
- 1976モントリオール五輪（得点王）